# Collioure

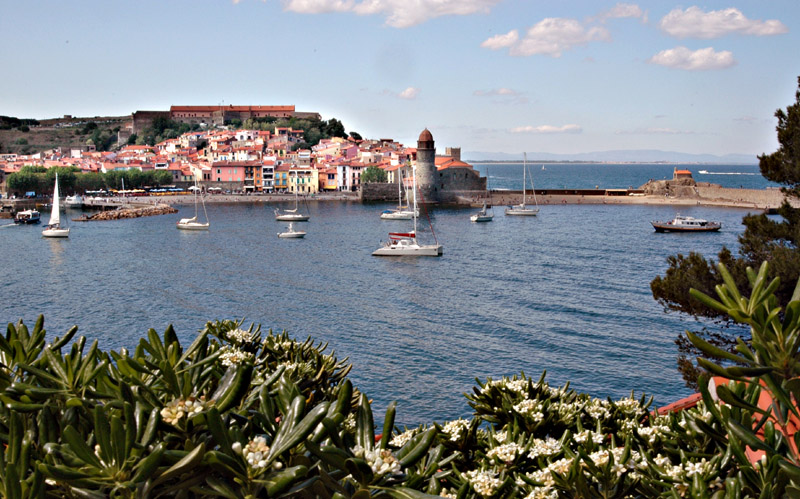

Collioure (catalană: Cotlliure) este o comună din departamentul Pyrénées-Orientales, departament aflat în sudul Franței. Comuna are ieșire la Marea Mediterană și a fost parte a străvechii provincii Roussillon.